# Кобулов, Богдан Захарович
Богда́н (Бахчо) Заха́рович Кобу́лов (1 марта (по другим данным 1 [14] марта) 1904, Тифлис, Российская империя — 23 декабря 1953, Москва, СССР) — деятель советских спецслужб, один из активных организаторов сталинских репрессий (большого террора) и депортаций народов, генерал-полковник (1945, переаттестация с комиссара государственной безопасности 2-го ранга (1943)). Заместитель народного комиссара внутренних дел Грузинской ССР (1937—1938), НКВД СССР (1941—1943) и НКГБ (1941, 1943—1945), 1-й заместитель министра внутренних дел СССР (1953). Входил в ближайшее окружение Л. П. Берии.
Кандидат в члены ЦК ВКП (б) (XVIII—XIX съезды). Депутат Верховного Совета СССР 2-го созыва.
27 июня 1953 года Кобулов был арестован вместе с Берией по обвинению в измене Родине в форме шпионажа и заговоре с целью захвата власти.
23 декабря 1953 года приговорён Военной коллегией Верховного суда СССР по ст. 58 УК РСФСР к высшей мере наказания — смертной казни — и в тот же день расстрелян. Тело казнённого Кобулова было кремировано в печи 1-го Московского крематория, прах захоронен в могиле невостребованных прахов №3 крематория на Донском кладбище.

## Биография
Родился в армянской семье портного..
Отец — Кобулов Захар (Захарий), мать — Кобулова Осана Погосовна, сестра Кобулова Наталья Захаровна, младший брат — А. З. Кобулов.
В 1911—1921 годах учился в тифлисской гимназии. В 1921—1922 годах на службе в РККА. С 1921 года — член РКСМ-ВЛКСМ. С января 1925 года — состоялв  ВКП(б).

## Служба в органах безопасности
Работа в Грузии
В 1922—1926 гг. — сотрудник Грузинской ЧК. С 1926 года — сотрудник Закавказского ГПУ и ГПУ ГССР (с июля 1934 года — Управление государственной безопасности (УГБ) НКВД ЗСФСР и УНКВД Грузинской ССР). В 1931 году был замечен Л. П. Берией, и выдвинут им на работу в Секретно-политический отдел ГПУ Грузии. В 1935 году находился в командировке в Персии. С февраля по ноябрь 1936 года начальник ЭКО УГБ НКВД ЗСФСР и УНКВД Грузинской ССР, затем в УГБ НКВД Грузинской ССР. С декабря 1937 года исполняющий обязанности заместителя наркома, с февраля по сентябрь 1938 года заместитель наркома внутренних дел ГССР.
Работа в центральном аппарате НКВД СССР
В 1938—1939 годах — начальник следственной части НКВД СССР, затем начальник Главного экономического управления (ГЭУ) НКВД СССР.
Всеволод Меркулов вспоминал, что спустя некоторое время после своего назначения на пост первого заместителя наркома внутренних дел Ежова Берия забрал с собой в Москву ряд соратников из Тбилиси. 

Здесь он приблизил к себе Кобулова и именно с ним часто по окончании ночной работы уезжал домой или на дачу. Кобулова в Тбилиси я почти не знал и познакомился с ним ближе здесь, в Москве. С его слов я знаю, что в Тбилиси Берия, оказывается, крепко его поддерживал в оперативной работе и давал ему различные задания в период своей работы в Заккрайкоме.— Свидетельство Всеволода Меркулова
По утверждению Судоплатовa, Кобулов вместе с Берией занимался делом Ежова.
В роли организатора террора
Б. Кобулов — организатор (по поручению Л. Берии, с санкции Сталина) ликвидации полпреда СССР в Китае И. Т. Бовкуна-Луганца и его жены (Цхалтубо, 1939 год). В 1940 году входил в состав «тройки», занимавшейся вынесением смертных приговоров пленным польским жандармам, тюремщикам, пограничникам, офицерам и прочим (Катынский расстрел).
C выделением НКГБ из состава НКВД в 1941 году — заместитель наркома государственной безопасности Меркулова, с объединением наркоматов после начала войны — заместитель наркома внутренних дел СССР Берии. С повторным разделением НКВД в 1943 году — 1-й заместитель наркома государственной безопасности Меркулова (единственный заместитель, который «руководил всей разведывательной и контрразведывательной деятельностью и лично докладывал материалы Сталину»).
В роли организатора депортаций
За операцию по выселению чеченцев и ингушей (23 февраля — 9 марта 1944 года) награждён орденом Суворова I-й степени. С 13 апреля 1944 года руководил операцией по очистке Крымской АССР от «антисоветских элементов». Занимался выселением «немецких ставленников» в Кабардино-Балкарии. 15 июля 1944 года награждён орденом Красного Знамени за операцию по выселению из Крыма крымских татар, армян, болгар, греков. Руководил также выселением турок, курдов, азербайджанцев, хемшинов, чеченцев и ингушей, за что награждён орденом Отечественной войны I-й степени.
С 1946 года — начальник Главного управления советским имуществом за границей (ГУСИМЗ).
После смерти Сталина 12 марта 1953 года был назначен первым заместителем министра внутренних дел СССР.

## Арест, суд, казнь
27 июня 1953 года, после ареста Л. П. Берии, снят с должности и арестован как «член банды Берии».
Специальным судебным присутствием Верховного Суда СССР под председательством Маршала Советского Союза И. С. Конева 23 декабря 1953 года вместе с Берией Л. П., Влодзимирским Л. Е., Меркуловым В. М., Гоглидзе С. А., Деканозовым В. Г., Мешиком П. Я. приговорён к смертной казни — расстрелу с конфискацией лично ему принадлежащего имущества, лишением воинских званий и наград.
В 1954 году, после ареста и расстрела Б. З. Кобулова его жена — Кобулова Анна Ивановна, дочь Светлана, мать Кобулова — Осана Погосовна и сестра Кобулова — Наталья Захаровна были высланы на спецпоселение в Казахскую ССР.
В 1955 году был расстрелян его брат Амаяк, занимавший высокие должности в НКВД (МВД) СССР и пользовавшийся покровительством Берии.

## Специальные и воинские звания
- 13.01.1936 — капитан государственной безопасности
- 20.12.1936 — майор государственной безопасности
- 11.09.1938 — старший майор государственной безопасности
- 28.12.1938 — комиссар государственной безопасности III-го ранга
- 04.02.1943 — комиссар государственной безопасности II-го ранга
- 09.07.1945 — генерал-полковник

## Награды
- три ордена Ленина (22.07.1937, 30.04.1946, 29.10.1949)
- пять орденов Красного Знамени (26.04.1940, 20.09.1943, 7.07.1944, 3.11.1944, 1.06.1951)
- орден Суворова 1-й степени (8.03.1944)
- орден Кутузова 1-й степени (24.02.1945)
- орден Отечественной войны 1-й степени (3.12.1944)
- орден Трудового Красного Знамени (24.06.1948)
- орден Трудового Красного Знамени Грузинской ССР (10.04.1931)
- медали
- знак «Почётный работник ВЧК-ГПУ» (20.12.1932)

Лишён всех наград и званий на основании приговора Специального судебного присутствия Верховного Суда СССР от 23.12.1953.

## В искусстве
В романе Юлиана Семёнова «Отчаяние» Богдан Кобулов отражён под именем Богдана Комурова.
В телесериале «Легавый» Богдана Кобулова сыграл актёр Александр Резалин.